# Ставек (Белхатовський повіт)
Ставек (пол. Stawek) — село в Польщі, у гміні Клещув Белхатовського повіту Лодзинського воєводства.
У 1975-1998 роках село належало до Пйотрковського воєводства.